# Уильямс, Оливия
Оли́вия Хай Уи́льямс (англ. Olivia Haigh Williams; род. 26 июля 1968) — британская актриса, лауреат премии Национального общества кинокритиков США за актёрскую работу в фильме Р. Полански «Призрак» (2010).

## Биография
Родилась и выросла в Лондоне, в районе Кэмден-таун. Её родители по профессии барристеры. После окончания Ньюнхэм Колледжа (англ. Newnham College) в Кембридже по специальности Английская литература, она в течение двух лет изучала драматическое искусство в Бристольской театральной школе (англ. Bristol Old Vic Theatre School), а затем три года провела в театре Королевской Шекспировской труппы (англ. Royal Shakespeare Company).
В 1995 году вместе с труппой она отправилась в турне по Соединённым Штатам, участвуя в постановке пьесы «Ричард III». Её первой заметной работой стала роль Джейн Фэйрфакс в телефильме «Эмма» по одноимённому роману Джейн Остин. В 1999 году сыграла жену героя Брюса Уиллиса в нашумевшем мистическом триллере «Шестое чувство». Несмотря на довольно успешную карьеру на большом экране, актриса отдаёт предпочтение ролям в телепостановках.
В возрасте 17-21[уточнить] лет встречалась с Радославом Сикорским — будущим польским министром иностранных дел. 2 ноября 2003 года Оливия Уильямс вышла замуж за американского актёра и драматурга Рашана Стоуна. Они воспитывают двоих детей: Эсме Руби (англ. Esmé Ruby; род. 6 апреля 2004) и Роксану Мэй (англ. Roxana May; род. 7 апреля 2007).
В июне 2018 года, после четырёх лет визитов к врачу, анализов и постановок ошибочных диагнозов, был поставлен диагноз «нейроэндокринная опухоль поджелудочной железы». Ей провели операцию по удалению опухоли 26 июля 2018 года, в день её 50-летия, в больнице Королевского колледжа в Лондоне. Через шесть месяцев она вошла в полную ремиссию и её попросили стать послом по раку поджелудочной железы в Великобритании.

## Избранная фильмография
| Год       |    | Русское название             | Оригинальное название                | Роль                                 |
| --------- | -- | ---------------------------- | ------------------------------------ | ------------------------------------ |
| 1996      | тф | Эмма                         | Emma                                 | Джейн Фэйрфакс                       |
| 1997      | ф  | Почтальон                    | The Postman                          | Эбби                                 |
| 1998      | ф  | Академия Рашмор              | Rushmore                             | Розмари Кросс                        |
| 1998      | с  | Друзья                       | Friends                              | Фелисити (два эпизода)               |
| 1999      | ф  | Шестое чувство               | The Sixth Sense                      | Анна Крау                            |
| 2000      | с  | Ясон и аргонавты             | Jason and the Argonauts              | Гера                                 |
| 2000      | ф  | Мёртвые жизни                | Dead Babies                          | Диана                                |
| 2001      | ф  | Побег с Елисейских полей     | The Man from Elysian Fields          | Андреа Олкотт                        |
| 2001      | ф  | Тело                         | The Body                             | Шарон Голдбан                        |
| 2001      | ф  | История рыцаря               | A Knight’s Tale                      | Филлипа Чосер (в титрах не заявлена) |
| 2001      | с  | Долбанутые                   | Spaced                               | (1 эпизод)                           |
| 2002      | ф  | Глубина                      | Below                                | Клэр Пэйдж                           |
| 2002      | ф  | Сердце моё                   | The Heart of Me                      | Мэделин                              |
| 2003      | ф  | Убить короля                 | To Kill a King                       | Энн Фейрфакс                         |
| 2003      | ф  | Питер Пэн                    | Peter Pan                            | миссис Дарлинг                       |
| 2004      | мф | Вэлиант: пернатый спецназ    | Valiant                              | Виктория                             |
| 2004      | тф | Агата Кристи                 | Agatha Christie – A Life in Pictures | Агата Кристи                         |
| 2006      | ф  | Люди Икс: Последняя битва    | X-Men: The Last Stand                | Мойра Мактаггерт                     |
| 2006      | ф  | Воспоминания неудачника      | Flashbacks of a Fool                 | Грейс Скотт                          |
| 2008      | тф | Любовные неудачи Джейн Остин | Miss Austen Regrets                  | Джейн Остин                          |
| 2008      | ф  | Ломаные линии                | Broken Lines                         | Зои                                  |
| 2009      | ф  | Воспитание чувств            | An Education                         | мисс Стаббс                          |
| 2009      | с  | Кукольный дом                | Dollhouse                            | Адель ДеВитт                         |
| 2010      | ф  | Призрак                      | The Ghost Writer                     | Рут Лэнг                             |
| 2010      | ф  | Секс, наркотики и рок-н-ролл | Sex & Drugs & Rock & Roll            | Бетти Дьюри                          |
| 2011      | ф  | Ханна. Совершенное оружие    | Hanna                                | Рейчел                               |
| 2012      | ф  | Анна Каренина                | Anna Karenina                        | графиня Вронская                     |
| 2012      | ф  | Сейчас самое время           | Now Is Good                          | мать Тессы                           |
| 2012      | ф  | Гайд Парк на Гудзоне         | Hyde Park on Hudson                  | Элеонора Рузвельт                    |
| 2013      | ф  | Последние дни на Марсе       | The Last Days on Mars                | Ким Олдрич                           |
| 2014      | ф  | Саботаж                      | Sabotage                             | следователь Кэролайн Брентвуд        |
| 2014      | ф  | Звёздная карта               | Maps to the Stars                    | Кристина Стаффорд                    |
| 2015      | ф  | Седьмой сын                  | The Seventh Son                      | Мать Тома Уорда                      |
| 2015      | ф  | Будь мужчиной                | Man Up                               | Хилари                               |
| 2017—2019 | с  | По ту сторону                | Counterpart                          | Эмили Бёртон Силк                    |
| 2020      | ф  | Отец                         | The Father                           | Кэтрин                               |
| 2022—2023 | с  | Корона                       | The Crown                            | Камилла Паркер-Боулз                 |
| 2023      | ф  | Идеальные друзья             | The Trouble with Jessica             | Бет                                  |
| 2024      | ф  | Другой выход                 | Another End                          | Джульетта                            |